# Jij (Volumia!)
Jij is een nummer van de Nederlandse band Volumia! uit 2001. Het is de tweede single van hun derde studioalbum Puur.
"Jij" is een vrolijk, lenteachtig nummer waarin de ik-figuur bezingt hoe hij helemaal in de wolken is en blij wordt van zijn geliefde. Het nummer werd een klein hitje in Nederland, waar het de 13e positie bereikte in de Tipparade.